# Mil·lenari de Hanoi
El mil·lenni de Hanoi (en vietnamita: Đại lễ 1000 năm Thăng Long – Hà Nội) se celebrà de l'1 al 10 d'octubre de 2010 a Hanoi, Vietnam. És la commemoració de la fundació de la capital per Lý Thái Tổ, primer emperador de la dinastia Ly. Segons la llegenda, Ly TháiTổ va decidir traslladar la seva capital de Hoa Lu a Đại La durant el setè mes del calendari lunar 1010. Quan el seu comboi va arribar a l'escena, un drac d'or va aparèixer a prop de la barca de l'emperador Lý Thái Tổ, qui, per tant, va canviar el nom de la nova capital a Đài The Long Thang (升 龙, literalment: el drac s'aixeca).